# 平姓
平姓為中文姓氏之一，在《百家姓》中排名第95位。《中国人名大辞典》收录平姓人物15例。

## 起源
战国时韩哀侯的少子婼曾受封于平邑（今山西临汾附近）。韩国被秦国灭后，婼的后代被迁往下邑（今安徽砀山）居住，以先祖的封邑为姓。

## 郡望
- 河南郡：汉高帝二年置，大致相当于今天的河南洛阳。[1]
- 河内郡：相当于今天的河南境内黄河北岸武陟县一代。[1]

## 延伸阅读
[在维基数据编辑]